# لوله پرانتل

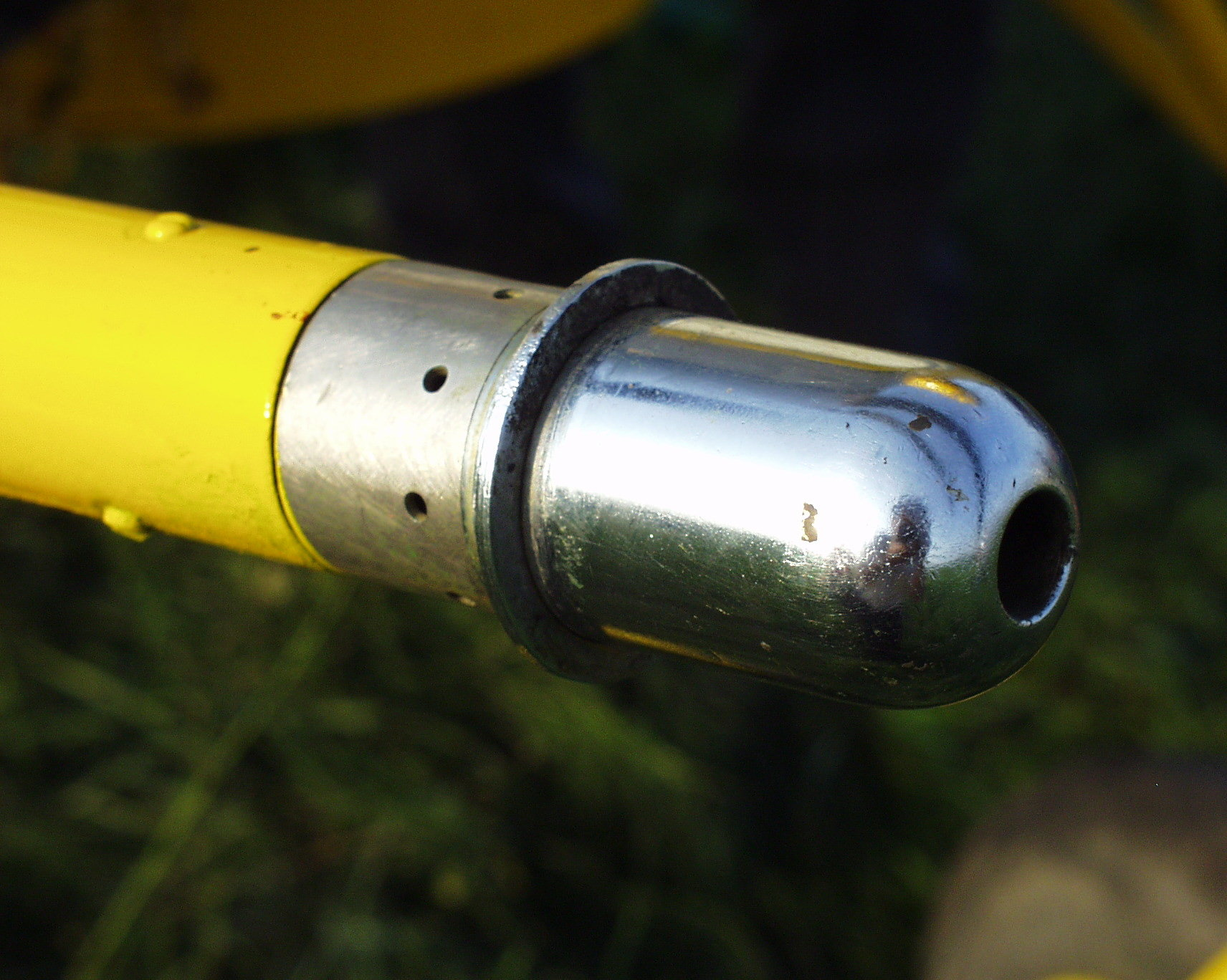
لولهٔ پرانتل روی هلیکوپتر کامف-۲۶

لولهٔ پرانتل (به آلمانی: Prandtlsonde) ابزار اندازه گیری جریان است برای تعیین فشار دینامیک.